# Plastična vrećica
Plastična vrećica je vrsta ambalaže izrađena od tanke, fleksibilne plastične folije, netkane tkanine i sl.
Plastične vrećice nikad nisu proizvodile od najlona i PVC-a, nego od dviju vrsta polietilena, posebno onog s oznakom PE-LD (4), a neki pritom možda pišu neispravno LDPE. Ponekad ih se izrađuje od PE-HD (2) te ponekad od polipropilena (5).
Koristi se za držanje i transport robe poput: hrane, kemikalija i otpada. Neke plastične vrećice čuvaju toplinu. Razlikuju se po dizajnu i izgledu. Može imati ručke.
Plastične vrećice obično zauzimaju manje prostora, nego kutije ili staklenke. Ovisno o konstrukciji, mogu biti pogodne za recikliranje, ali reciklira se samo 1% plastičnih vrećica, jer je proizvodnja višestruko jeftinija od recikliranja.
Plastične vrećice mogu izazvati gušenje. Godišnje strada oko 25 djece godišnje u Sjedinjenim Američkim Državama zbog gušenja plastičnim vrećicama, a 99,2% je mlađe od jedne godine. To je dovelo do oznaka upozorenja na nekim vrećicama, koje mogu predstavljati opasnost za malu djecu. 
Američki zavod za zaštitu okoliša procjenjuje, da je godišnja svjetska potrošnja između 500 i 1000 milijardi plastičnih vrećica. Njihova praktičnost postupno je izazvala masovnu proizvodnju i korištenje diljem svijeta. Procjenjuje se da milijuni morskih ptica i sisavaca godišnje ugibaju, zbog plastičnih vrećica koje često zamjenjuju za hranu misleći da je, primjerice, meduza. Najčešće se to odnosi na morske sisavce kao što su kitovi, dupini i tuljani. Životinje prolaze agoniju gušeći se plastičnim otpadom koji im onemogućava disanje ili dopire u njihove probavne organe.  Prilikom razgradnje polietilena, od kojeg su načinjene plastične vrećice, nastaju mikroskopske otrovne čestice koje prodiru u hranidbeni lanac, kontaminirajući ekosustave te posljedično, hranu i vodu. Plastika na poljima zaustavlja prolaz kisika i uzrokuje neplodnost tla.
Neukošću administracija diljem svijeta, nesvjesno ili svjesno kao najekološkiji svjetski problem nameće plastične vrećice debljine 15 do 50 mikrometara. Zabranjene su plastične vrećice debljine 15 do 50 mikrometara. Ipak, one nisu najveći izvor plastike koji izlazi u okoliš, niti sadržajno u svekolikom otpadu, u koji se ne odlaže plastika, nego isluženi plastični proizvodi. Godišnje čine 10% svjetske proizvodnje polietilena ili 4,4 posto svjetske proizvodnje plastike, koje je moguće je mehanički oporabiti, reciklirati ili spaliti uz razvijanje velike količine topline i uz to razvijaju više energije po kilogramu nego kameni ugljen.
Međunarodni dan borbe protiv plastičnih vrećica obilježava se 19. prosinca.